# Chris Tierney
Christopher Wheeler Tierney (Wellesley, Massachusetts, Estados Unidos, 8 de enero de 1986) es un exfutbolista estadounidense. Jugaba de lateral por la izquierda y pasó toda su carrera en el New England Revolution de la Major League Soccer.

## Trayectoria
Jugó al fútbol universitario para los Virginia Cavaliers de la Universidad de Virginia entre 2004 y 2007. Disputó 79 encuentros y anotó 11 goles durante su etapa universitaria.
Tierney fue seleccionado por el New England Revolution en el puesto 13 del Supplemental Draft de la MLS 2008. Debutó profesionalmente el 1 de julio de 2008 contra el Richmond Kickers en la US Open Cup, encuentro en que sirvió dos asistencias. En su primera temporada jugó la final de la SuperLiga 2008, en la que su club ganó en la tanda de penaltis luego de empatar 2-2 contra el Houston Dynamo.
Se volvió un titular del equipo en la temporada 2010, donde ejerció tanto en la defensa como en el mediocampo. Anotó su primer gol como profesional el 4 de septiembre de 2010 en la victoria por 3-1 sobre el Seattle Sounders.
Se perdió gran parte de su última temporada 2018 por lesión, y el 5 de noviembre de ese año anunció su retiro como futbolista. Jugó un total de 273 encuentros oficiales con los Revs, anotó 13 goles y registró 40 asistencias.

## Estadísticas
Actualizado al fin de su carrera deportiva.
| New England Revolution Estados Unidos                                                                       |               |               |     |    |    |    |    |     |     |    |
| 1.ª | 2008          | 7             | 0   | 2  | 0  | 2  | 0  | 11  | 0   |    |
| 1.ª | 2009          | 14            | 0   | 1  | 0  | 3  | 0  | 18  | 0   |    |
| 1.ª | 2010          | 27            | 2   | 0  | 0  | 9  | 0  | 36  | 2   |    |
| 1.ª | 2011          | 27            | 2   | 0  | 0  | -  | -  | 27  | 2   |    |
| 1.ª | 2012          | 28            | 2   | 0  | 0  | -  | -  | 28  | 2   |    |
| 1.ª | 2013          | 29            | 1   | 2  | 1  | -  | -  | 31  | 2   |    |
| 1.ª | 2014          | 29            | 3   | 1  | 0  | -  | -  | 30  | 3   |    |
| 1.ª | 2015          | 32            | 2   | 0  | 0  | -  | -  | 32  | 2   |    |
| 1.ª | 2016          | 28            | 2   | 4  | 0  | -  | -  | 32  | 2   |    |
| 1.ª | 2017          | 26            | 1   | 1  | 0  | -  | -  | 27  | 1   |    |
| 1.ª | 2018          | 6             | 1   | -  | -  | -  | -  | 6   | 1   |    |
| Total club                                                                                                  | Total club    | 253           | 15  | 11 | 1  | 14 | 0  | 278 | 16  |    |
| Total carrera                                                                                               | Total carrera | Total carrera | 253 | 15 | 11 | 1  | 14 | 0   | 278 | 16 |
| (1) Incluye datos de la US Open Cup (2) Incluye datos de la Liga de Campeones y la SuperLiga Norteamericana |               |               |     |    |    |    |    |     |     |    |

## Palmarés

### Títulos internacionales
| Título                   | Club                   | País           | Año  |
| ------------------------ | ---------------------- | -------------- | ---- |
| SuperLiga Norteamericana | New England Revolution | Estados Unidos | 2008 |